# Чон Джон Сон
Чон Джон Сон (кор. 정종선, нар. 20 березня 1966) — південнокорейський футболіст, що грав на позиції захисника.
Виступав, зокрема, за клуби «Ульсан Хьонде» та «Чонбук Дінос», а також національну збірну Південної Кореї.

## Клубна кар'єра
У дорослому футболі дебютував 1985 року виступами за команду клубу «ПОСКО Атомс», в якій провів жодного сезонів, взявши участь лише у 1 матчі чемпіонату.
Згодом зацікавив представників тренерського штабу клубу «Ульсан Хьонде», до складу якого приєднався 1989 року. Відіграв за команду з Ульсана наступні п'ять сезонів своєї ігрової кар'єри. Більшість часу, проведеного у складі «Ульсан Хьонде», був основним гравцем захисту команди.
1995 року уклав контракт з клубом «Чонбук Дінос», у складі якого провів наступні два роки своєї кар'єри гравця. Граючи у складі «Чонбук Дінос» також здебільшого виходив на поле в основному складі команди.
До складу клубу «Ел Джі Чітас» приєднався 1998 року, протягом якого відіграв за команду 12 матчів в національному чемпіонаті, після чого закінчив ігрову кар'єру.

## Виступи за збірну
1993 року дебютував в офіційних матчах у складі національної збірної Південної Кореї. Провів у формі головної команди країни 9 матчів.
У складі збірної був учасником чемпіонату світу 1994 року у США.